# Scott Bell
Scott Bell (Northumberland, 27 de agosto de 1978 - Northumberland, 6 de octubre de 2013) fue un futbolista profesional inglés que jugaba en la demarcación de delantero.

## Biografía
Scott Bell debutó como futbolista profesional en 2004 con el Blyth Spartans AFC. Tras permanecer tres años en el club y haber conseguido ganar la Northern Premier League Premier Division fichó por el Newcastle Blue Star FC. Finalmente en 2008 fue traspasado al Bedlington Terriers FC, donde finalizó su carrera como futbolista al año siguiente a los 31 años de edad.
Antes de su retiro como futbolista se le diagnosticó una enfermedad de la motoneurona. Tras esto se creó la fundación Scott Bell para ayudar a tratar dicha enfermedad. Finalmente tras 4 años de lucha contra la enfermedad, Scott Bell falleció en Northumberland el 6 de octubre de 2013 a los 35 años de edad.

## Clubes
| Club                   | País       | Año         |
| ---------------------- | ---------- | ----------- |
| Blyth Spartans AFC     | Inglaterra | 2004 - 2007 |
| Newcastle Blue Star FC | Inglaterra | 2007 - 2008 |
| Bedlington Terriers FC | Inglaterra | 2008 - 2009 |

## Palmarés
Blyth Spartans AFC
- Northern Premier League Premier Division: 2006